# Подшибякин, Алексей Юрьевич
Алексей Юрьевич Подшибякин (род. 16 июля 1968) — советский и российский легкоатлет, специалист по бегу на короткие дистанции. Наивысших успехов добился в начале 1990-х годов, победитель Кубка Европы в командном зачёте, призёр первенств всесоюзного и всероссийского значения. Представлял Волгоградскую область и Вооружённые силы. Мастер спорта СССР. Тренер по лёгкой атлетике.

## Биография
Алексей Подшибякин родился 16 июля 1968 года.
Занимался лёгкой атлетикой в Волгограде, выступал за добровольное спортивное общество «Буревестник» и Вооружённые силы
Впервые заявил о себе в сезоне 1991 года, когда в беге на 100 метров выиграл серебряную медаль на соревнованиях в Краснодаре, установив при этом свой личный рекорд в данной дисциплине — 10,46. Благодаря этому успешному выступлений вошёл в состав советской сборной и удостоился права защищать честь страны на Кубке Европы во Франкфурте — в программе эстафеты 4 × 400 метров вместе с соотечественниками Дмитрием Головастовым, Дмитрием Клигером и Вячеславом Кочерягиным стал вторым, уступив лишь команде Великобритании — тем самым помог сборной СССР выиграть мужской командный зачёт. Позднее на чемпионате страны в рамках X летней Спартакиады народов СССР в Киеве совместно с представителями команды РСФСР Борисом Жгиром, Михаилом Вдовиным и Павлом Галкиным завоевал серебряную награду в эстафете 4 × 100 метров — здесь их опередили спортсмены из Белорусской ССР.
В 1992 году на зимнем чемпионате России в Волгограде выиграл серебряную медаль в беге на 60 метров, финишировал позади омича Андрея Григорьева. Бежал 100 метров на чемпионате СНГ в Москве, но в число призёров не попал.
Впоследствии работал тренером-преподавателем в Спортивной школе олимпийского резерва по лёгкой атлетике в Волгограде. Тренер высшей категории.